# USS Sangamon (CVE-26)
Авіаносець «Сенгамон» (англ. USS Sangamon (CVE-26)) — ескортний авіаносець США часів Другої світової війни, перший в однойменній серії. Це був другий корабель з такою назвою у ВМС США.

## Історія створення

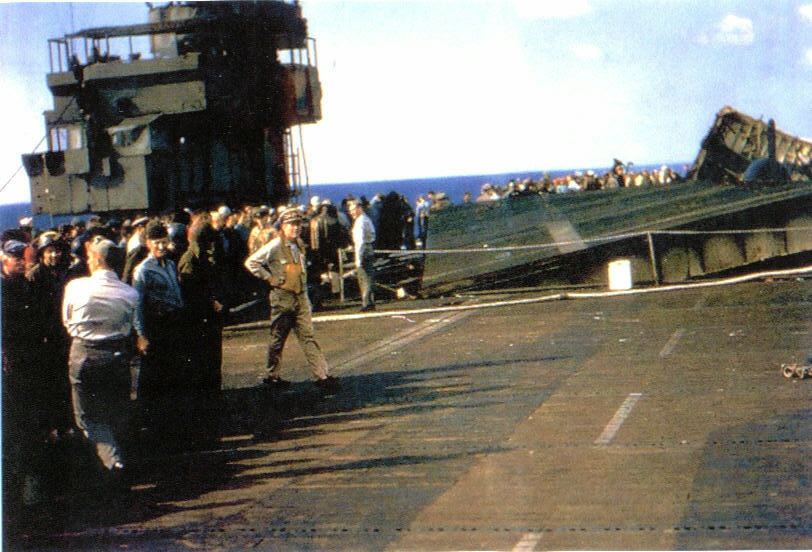
«Сенгамон», пошкоджений влучанням камікадзе, 4 травня 1945 року

Авіаносець «Сенгамон», побудований як танкер Esso Trenton, був куплений ВМС США 22 жовтня 1940 року та зарахований до складу флоту як ескадрений танкер (індекс АО-28). 22 квітня 1941 корабель був перейменований у «Сенгамон».
14 лютого 1942 року вирішено переобладнати корабель в авіаносець. Роботи проводились на верфі Newport News Shipbuilding. 25 серпня 1942 року авіаносець «Сенгамон» вступив у стрій.

## Історія служби
Після переобладнання авіаносець був відправлений в Атлантичний океан, де в листопаді 1942 року брав участь в операції «Смолоскип», прикриваючи висадку десанту в Порт-Ліоте.
У грудні 1942 року корабель перевели на Тихий океан, де протягом січня — червня 1943 року «Сенгамон» забезпечував доставку підкріплень на Гуадалканал.
Авіаносець брав участь у десантних операціях у таких районах: Острови Гілберта (листопад — грудень 1943 року), Маршаллові Острови (січень-лютий 1944 року), поблизу Холландії (о. Нова Гвінея, квітень 1944 року), Маріанські острови (червень — липень 1944 року), о. Моротай (вересень 1944 року) та Лейте (19—25.10.1944 року).
19 жовтня 1944 року, під час битви в затоці Лейте, авіаносець був пошкоджений влучанням авіабомби. 25 жовтня зазнав пошкоджень внаслідок близького вибуху камікадзе (загинула 1 людина), після чого відправлений на ремонт.
Після ремонту авіаносець забезпечував висадку десанту на Окінаву (кінець березня — 4 травня 1945 року), завдавав ударів по аеродромах камікадзе на островах Сакісіма.
4 травня корабель був пошкоджений влучанням камікадзе (загинуло 46, поранено 116 чоловік ), після чого відправлений у США. Більше авіаносець не відновлювався, 24 жовтня 1945 року він був виключений зі списків флоту, та проданий для переобладнання в торгове судно. Змінивши багатьох власників, корабель був розібраний у 1960 році.